# Масл-Шолс
Масл-Шолс (англ. Muscle Shoals) — місто (англ. city) в США, в окрузі Колберт штату Алабама. Найбільший населений пункт округу. Населення — 16 275 осіб (2020).

## Географія
Масл-Шолс розташований на березі Теннессі за координатами 34°44′34″ пн. ш. 87°38′2″ зх. д. / 34.74278° пн. ш. 87.63389° зх. д. (34.742657, -87.633767).  За даними Бюро перепису населення США в 2010 році місто мало площу 40,27 км², з яких 40,22 км² — суходіл та 0,05 км² — водойми. В 2017 році площа становила 42,86 км², з яких 42,81 км² — суходіл та 0,05 км² — водойми.

## Демографія
Згідно з переписом 2010 року, у місті мешкало 13 146 осіб у 5321 домогосподарстві у складі 3769 родин. Густота населення становила 326 осіб/км².  Було 5653 помешкання (140/км²).
Расовий склад населення:
| - 80,6 % — білих - 15,3 % — чорних або афроамериканців - 0,9 % — азіатів - 0,3 % — корінних американців - 1,3 % — осіб інших рас |

До двох чи більше рас належало 1,6 %. Частка іспаномовних становила 2,7 % від усіх жителів.
За віковим діапазоном населення розподілялося таким чином: 23,6 % — особи молодші 18 років, 60,4 % — особи у віці 18—64 років, 16,0 % — особи у віці 65 років та старші. Медіана віку мешканця становила 40,1 року. На 100 осіб жіночої статі у місті припадало 90,5 чоловіків;  на 100 жінок у віці від 18 років та старших — 86,8 чоловіків також старших 18 років.
Середній дохід на одне домашнє господарство  становив 61 997 доларів США (медіана — 48 896), а середній дохід на одну сім'ю — 72 418 доларів (медіана — 60 851). Медіана доходів становила 59 809 доларів для чоловіків та 32 246 доларів для жінок. За межею бідності перебувало 10,7 % осіб, у тому числі 10,4 % дітей у віці до 18 років та 7,6 % осіб у віці 65 років та старших.
Цивільне працевлаштоване населення становило 5756 осіб. Основні галузі зайнятості: освіта, охорона здоров'я та соціальна допомога — 19,3 %, виробництво — 16,9 %, науковці, спеціалісти, менеджери — 13,4 %, роздрібна торгівля — 11,9 %.

## Пам'ятки

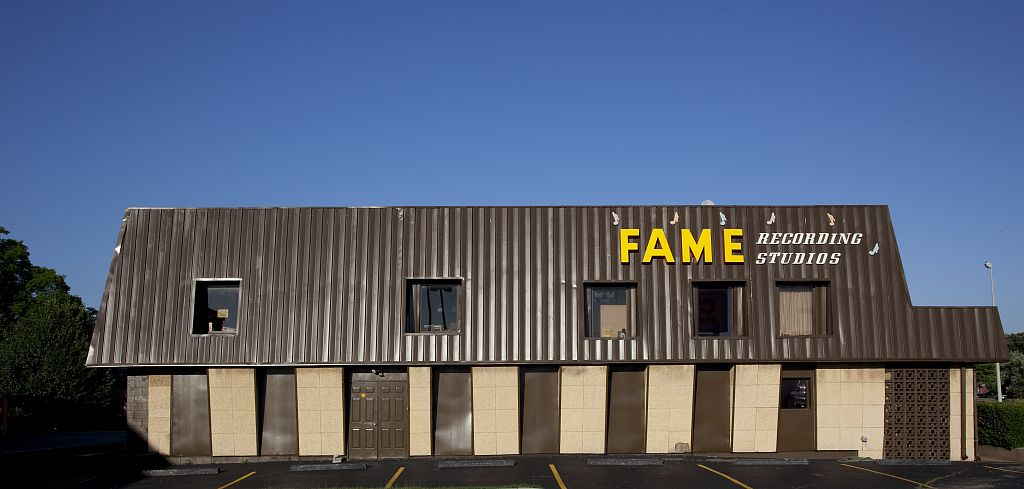
Студія звукозапису «FAME»

У місті розташована студія звукозапису «FAME», на якій записувалось багато відомих музикантів, починаючи з кінця 1950-х років. 15 грудня 1997 р. студія була внесена до Алабамського реєстру пам'яток культурної спадщини.